# Kantei
Le Sōri-daijin Kantei (総理大臣官邸), populairement appelé Sōri Kantei (総理官邸) ou plus simplement Kantei (官邸) désigne tout à la fois le complexe immobilier à Tokyo abritant les bureaux et la résidence du Premier ministre (désignée en elle-même par le terme de Kōtei), le bâtiment au sein de cet ensemble où se trouvent seulement les lieux où le Premier ministre exerce ses responsabilités (bureau, salles de conférence et de presses, salles de réception et de banquet, salle de réunions dont notamment de celle du Cabinet) et par métonymie, le Cabinet et son administration centrale. 
Son adresse actuelle est le 2-3-1 Nagata-chō, Chiyoda-ku, Tōkyō-to. Il fait face au palais de la Diète.  

## Précisions sur la terminologie
La traduction officielle en anglais de Sōri-daijin Kantei est Official residence of the Prime minister ou « résidence officielle du Premier ministre ». Toutefois, la demeure où réside le Premier ministre est plus précisément appelée Sōri-daijin Kōtei (総理大臣公邸?), ou plus généralement Sōri Kōtei (総理公邸?) ou encore Kōtei (公邸?), ce qui est également traduit officiellement en anglais en Official residence of the Prime minister.[style à revoir]

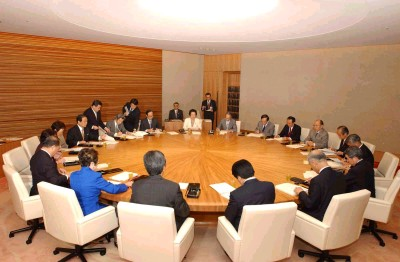
Le Kantei, siège du Cabinet : la réunion du conseil des ministres autour de Jun'ichirō Koizumi le 7 mai 2002.

Le terme Kantei est constitué du kanji 官 (kan), utilisé généralement pour déterminer le champ lexical du gouvernement, de l'administration ou de l'autorité, et du kanji 邸 (tei) qui renvoie à la demeure, à la résidence. Kantei est alors traduit comme « résidence officielle », à prendre dans le sens administratif et gouvernemental du terme, et peut donc être compris comme le Bureau du Premier ministre. 
Le terme Kōtei quant à lui associe à 邸 (tei) le kanji 公 (Kō, Koo ou Ku) qui signifie « public, officiel ». Kōtei est donc également traduit par « résidence officielle », mais ici plus particulièrement comme demeure publique du Premier ministre.

## Localisation

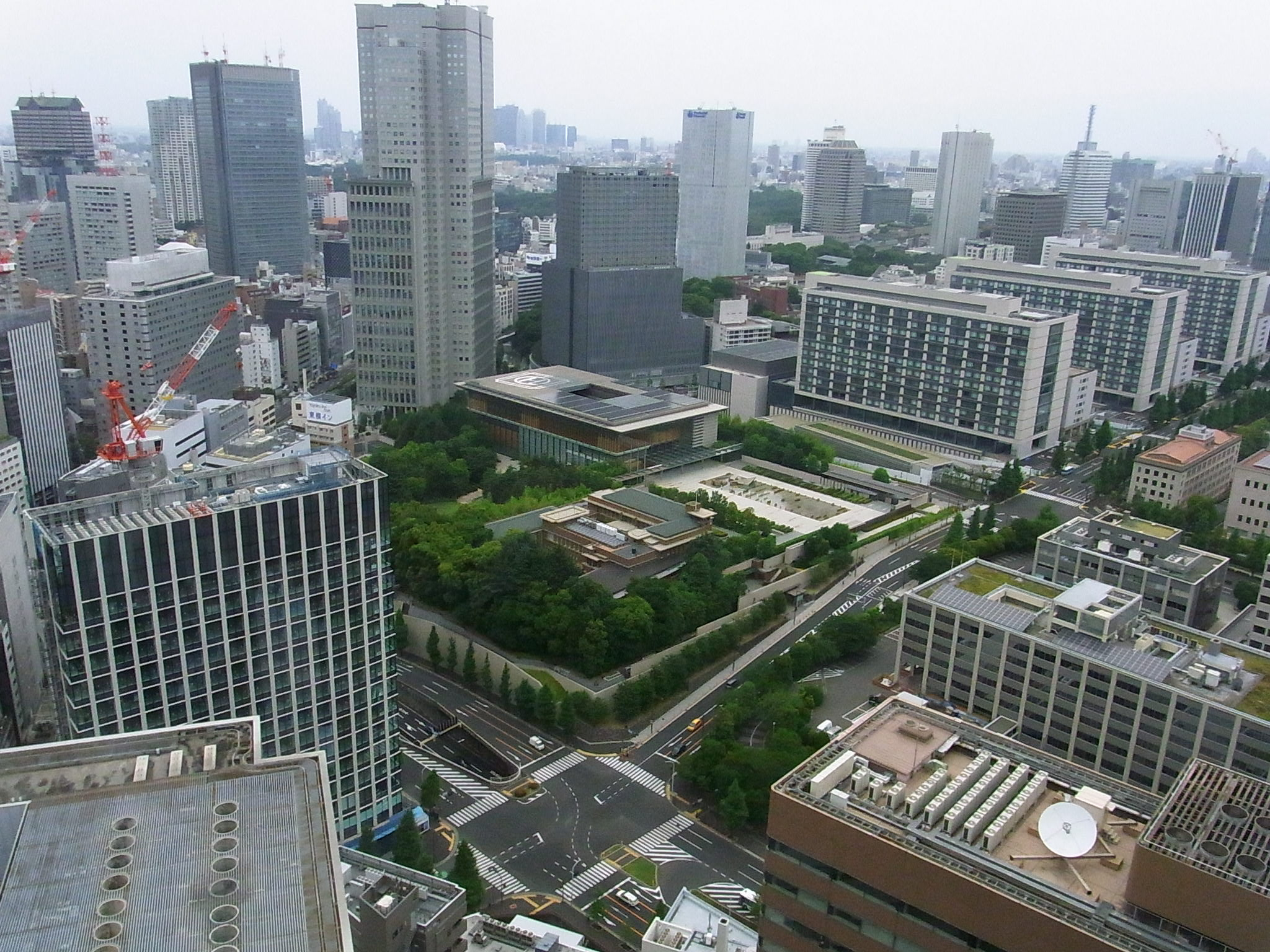
Le complexe résidentiel du Premier ministre vu depuis Kasumigaseki et vers le nord-ouest, au-milieu des immeubles du district de Nagata (à droite), de Kasumigaseki (au premier plan à gauche) et d'Akasaka (à l'arrière-plan à gauche) : le Shin Kantei se trouve à l'arrière-plan, le Shin Kōtei juste devant.

Le Kantei occupe entièrement un bloc (番, ban), portant le numéro 3 au sein du deuxième « quartier » (2丁目, 2 chōme), à la limite sud-ouest du district de Nagata (永田町, Nagata-chō) et de l'arrondissement spécial de Chiyoda (千代田区, Chiyoda-ku), véritable cœur de la vie politique et administrative du Japon au centre de Tokyo. Il est délimité au sud-est par la Route circulaire intérieure (都心環状線, Toshin Kanjō-sen) ou route C1 qui le sépare du district de Kasumigaseki (où se situent la plupart des ministères) ; à l'est par les débuts de la route nationale du Japon 246 (国道246号, Kokudō 246-gō), qui le sépare du Bureau du Cabinet dans le chōme 1 de Nagata-chō ; au nord, à l'ouest et au sud-ouest par plusieurs immeubles également situés dans le chōme 2 de Nagata-chō et abritant des banques, des hôtels et des restaurants, ainsi que, en sous-sol, par les stations voisines du métro de Tokyo de Kokkai-gijidōmae (lignes Marunouchi qui repart ensuite vers le nord-ouest et le nord-est, et Chiyoda qui s'oriente ensuite vers le sud-ouest et le sud-est) au nord, ainsi que de Tameike-Sannō (lignes Namboku vers le nord et l'ouest et Ginza vers le nord-ouest et le sud-est) qui se situe à la limite entre les arrondissements de Chiyoda (district de Nagata) et de Minato (district d'Akasaka) à l'ouest et au sud-ouest. Le Kantei se trouve enfin à proximité du Bâtiment de la Diète nationale (国会議事堂, Kokkai-gijidō), le siège de la Diète (le parlement bicaméral japonais), situé au nord-est par rapport à la résidence du Premier ministre.

## L'actuel complexe

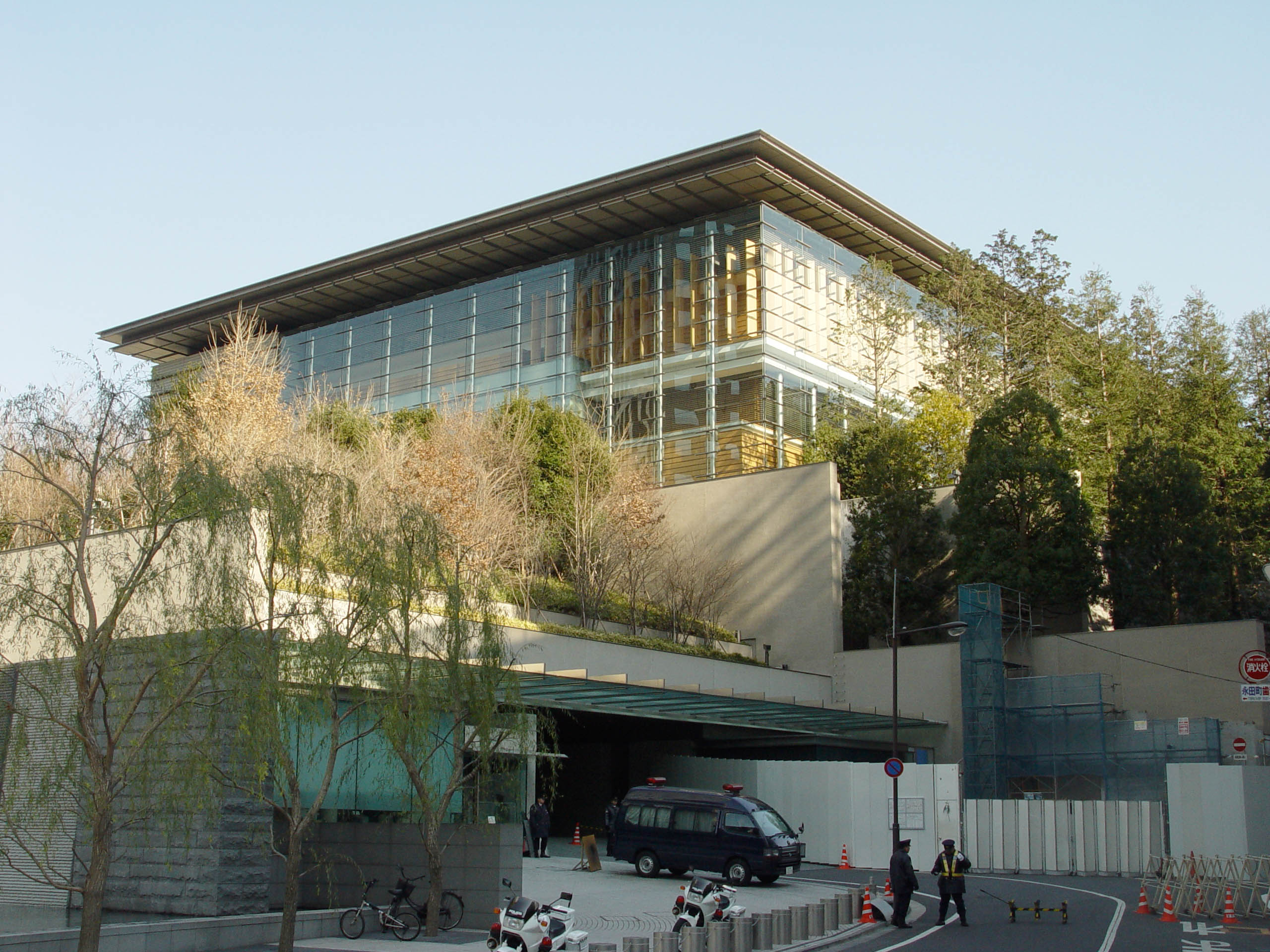
Le nouveau Kantei, vu de l'ouest.

Il est constitué de deux bâtiments principaux : le Kyū-kantei (旧官邸) ou « Ancien Kantei » qui sert aujourd'hui de Kōtei, ce qui lui vaut d'être également appelé Shin-kōtei (新公邸) ou « Nouveau Kōtei », et le Shin-kantei (新官邸) ou « Nouveau Kantei »

### Le premierKanteiet actuelKōtei

#### Origine du projet

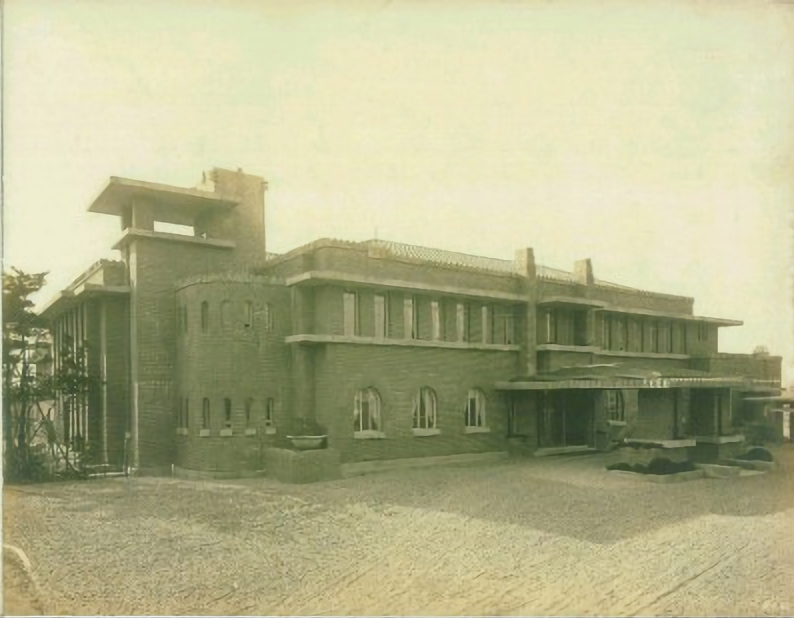
Le premier Kantei au moment de son inauguration en mars 1929.

La construction du premier Kantei fut le projet phare du Plan de Construction ministériel du Gouvernement central, lancé en 1923 à la suite du tremblement de terre du Kantō qui eut lieu le 1er septembre de cette année-là et qui avait causé de sérieux dommages à de nombreux bâtiments et infrastructures, dont celles de l'administration gouvernementale. Ces travaux furent décidés par le 22e Cabinet du Japon dirigé alors par Gonnohyōe Yamamoto. 
Le Kantei fut inauguré finalement le 18 mars 1929 et le premier Premier ministre à s'y installer sera alors Tanaka Giichi.

#### Architecture et organisation
Ce bâtiment fut réalisé par l'architecte japonais Muraji Shimomoto, qui fut, comme beaucoup de ses confrères alors au Japon, fortement inspiré par le style de l'américain Frank Lloyd Wright, lui-même marqué par l'architecture traditionnelle japonaise repensée avec des matériaux (dont, surtout, le béton) et des formes plus modernes. Wright fut d'ailleurs notamment l'auteur en 1921 de l'Hôtel impérial à Tokyo.

##### Architecture et aménagement des jardins

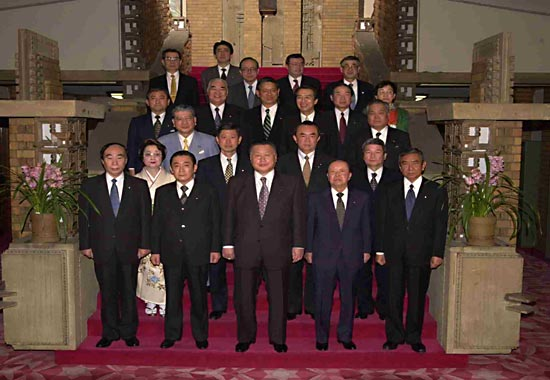
Photographie officielle du 86e Cabinet remanié autour du Premier ministre Yoshirō Mori le 5 décembre 2000, sur l'.

Il s'agit d'un bâtiment en béton armé, sur deux niveaux et s'étendant sur une surface au sol d'environ 0,52 ha. L'entrée dans le bâtiment se situe sur la façade orientée vers le nord, qui donnait à l'origine sur une avant-cour caractérisée par le bosquet de cycas du Japon qui y était planté et qui était devenu emblématique du kantei. 
La façade côté sud quant à elle donne par une véranda sur le Nantei (南庭) ou « Jardin sud », jardin japonais typique abritant à l'origine plus de 1100 arbres, nombre réduit aujourd'hui à 450 à la suite de réductions du terrain du Kantei, notamment pour construire la Voie express Shuto en vue des Jeux olympiques de Tokyo en 1964. Il est agrémenté également de nombreuses pierres pour la plupart issues du château d'Edo et qui constituaient à l'origine des présents réalisés par les différents daimyos et chefs de clans féodaux japonais au shogun.
Le toit est orné, aux quatre points cardinaux, de quatre sculptures de chouettes (ミミズク, mimizuku) reprenant ainsi le symbole mythologique grec de la sagesse et surnommées les « Gardiennes du Kantei » (官邸の番人, Kantei no bannin). Cet animal reste encore aujourd'hui l'un des principaux symboles de la résidence officielle des Premiers ministres japonais, figurant notamment sur l'insigne des gardes du Kantei. 
Du fait de la structure du terrain, en pente, sur lequel le bâtiment fut construit, la partie nord du vieux Kantei est surélevée par rapport à sa partie sud. Ainsi, le rez-de-chaussée à l'avant du bâtiment, donnant sur l'avant-cour, et à peine inférieur au 1er étage de l'aile sud ; d'où de nombreux escaliers partout dans la résidence.

##### Organisation originelle

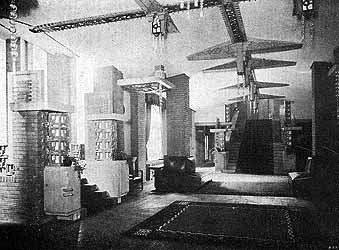
Le hall d'entrée, vu en direction de l'escalier ouest, en 1929.

Ce qui est encore alors le Kantei jusqu'en 2002 est aménagé ainsi :
Le rez-de-chaussée qui abrite essentiellement des salles d'apparat : 
- côté nord (avant-cour et entrée) : le hall d'entrée (玄関ホール, genkanhōru?) qui donne à gauche sur le Grand Hall (大ホール, Daihōru?) de 322 m2 surplombé d'un toit en arche destiné aux banquets, aux réceptions et aux cérémonies officielles ; en face sur le Otoko no Hanamichi (男の花道?), ou « Chemin fleuri de l'Homme », un escalier menant vers les principaux bureaux du premier étage et associé à deux escaliers étroits, placés de chaque côté à mi-chemin, qui descendent chacun vers les salles du côté sud du rez-de-chaussée ; enfin, à droite, le hall d'entrée donne sur l'escalier ouest (西階段, Seikaidan?) devant lequel les photographies officielles des cabinets tout juste nommés étaient prises jusqu'en 2002 et qui mène aux bureaux du premier étage situés sur le côté nord ;
- côté sud (donnant sur le jardin) : on y trouve successivement la grande salle à manger (大食堂, Daishokudō?) qui servait non seulement pour les repas officiels mais également de lieu de réunion, le fumoir (喫煙室, Kitsuenshitsu?) où le Premier ministre s'entretenait avec ses hôtes japonais ou étrangers et où les traités ou accords internationaux étaient signés, et la petite salle à manger (小食堂, shōshokudō?) où le Premier ministre prenait habituellement son déjeuner et qui servait également pour les sommets internationaux ou les réunions du Conseil de sécurité, ou avec des dirigeants de partis politiques.

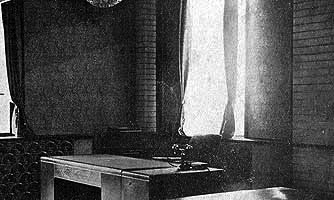
Le bureau du Premier ministre au 1er étage, en 1929.

Le premier étage qui abrite essentiellement des bureaux :
- côté sud : tout d'abord la Salle du Conseil des ministres (閣議室, Kakugishitsu?) qui abritait autrefois toutes les réunions officielles du Cabinet jusqu'à ce que celles-ci soient déplacées au palais de la Diète en période de session parlementaire (hors session, les réunions continuaient à se tenir au Kantei, les mardis et vendredis), et le bureau du Premier ministre (総理大臣執務室, Sōri-daijin  shitsumushitsu?) ;
- côté nord : le Grand salon (大客間, Daikyakuken?) qui servait à l'origine de lieu de rendez-vous avec les hôtes prestigieux japonais ou étrangers et pour certains points de presse avant d'évoluer vers les dernières années comme lieu de rendez-vous avec les ministres, et le bureau du secrétaire général (官房長官室, Kanbō chōkan shitsu?).

#### L'annexe duKantei
Dès l'inauguration du Kantei en 1929, celui-ci disposait d'un bâtiment voisin, alors sur un niveau et en béton armé également, pour servir de bureaux aux journalistes en vue des conférences de presse du Premier ministre.  Celui-ci apparaît rapidement trop limité après la guerre, et une nouvelle bâtisse est érigée en 1962, portant le nom d'Annexe (別館, Bekkan), sur deux niveaux. Démolie à la suite du début des travaux du nouveau Kantei à partir de 1996, une nouvelle Annexe fut inaugurée en mars 1996, directement à la droite de l'entrée de l'ancienne résidence, en vue d'accueillir temporairement sur trois niveaux:
- Au rez-de-chaussée : la Salle des Conférences de presse (記者会見室, Kishakaiken shitsu?) et la salle utilisée par l'Association des reporters du Cabinet (内閣記者会, Naikaku kishakai?) généralement appelée le Club Nagata (永田クラブ, Nagata kurabu?) ou Club Kantei (官邸クラブ, Kantei kurabu?) qui réunit les journalistes spécialement chargés de couvrir l'actualité concernant le Premier ministre et le Cabinet.
- Au 1er étage : le bureau du service des relations publiques du Cabinet (内閣広報室, Naikaku kōhōshitsu?) ainsi que son Service de la Photographie (写真室, Shashinshitsu?).
- Au 2e étage : le Centre de gestion de crise (危機管理センター, Kiki Kanri Center?) et le centre de récolte de Renseignements, créés en 1995 à la suite du tremblement de terre de Kōbe et chargés de réagir au pied levé aux situations d'urgences notamment liées à des catastrophes naturelles ou à un éventuel attentat terroriste.

Tous ces services ont progressivement été transférés dans le nouveau Kantei, au fur et à mesure de l'avancée des travaux, et le bâtiment de l'annexe a donc à son tour disparu.

#### Une histoire mouvementée
Depuis qu'il sert de siège officiel des services du Premier ministre, l'ancien Kantei a été l'objet de nombreuses prises d'assaut et attentats de la part d'opposants extrémistes au Cabinet japonais.
Dès le 15 mai 1932, le Premier ministre Tsuyoshi Inukai y fut assassiné par 11 jeunes officiers de la marine qui avaient investi alors le Kantei. Plus tard, en 1936, lors de ce qui est appelé généralement comme l'incident du 26 février, le Kantei fut ainsi attaqué et mis à sac, de même que la Nihonma (l'équivalent alors du Kōtei), par une faction ultra-nationaliste de l'Armée, le Premier ministre d'alors n'échappant à la mort que de justesse en se réfugiant dans les toilettes de la chambre d'un domestique du Kantei. Ce dernier sera à nouveau pris d'assaut en 1945 et en 1960, respectivement par des militaires opposés à la fin de la guerre et par des étudiants nationalistes protestant contre la ratification du Traité de sécurité américano-japonais. De ces différentes attaques et troubles, l'ancien Kantei a conservé dans la vitre de sa porte d'entrée un trou d'environ 1 cm de diamètre ressemblant à un impact de balle, les versions divergeant quant à l'attribution de cette « cicatrice » à telle ou telle épreuve de force.

#### LesKōteisuccessifs de1929à2002

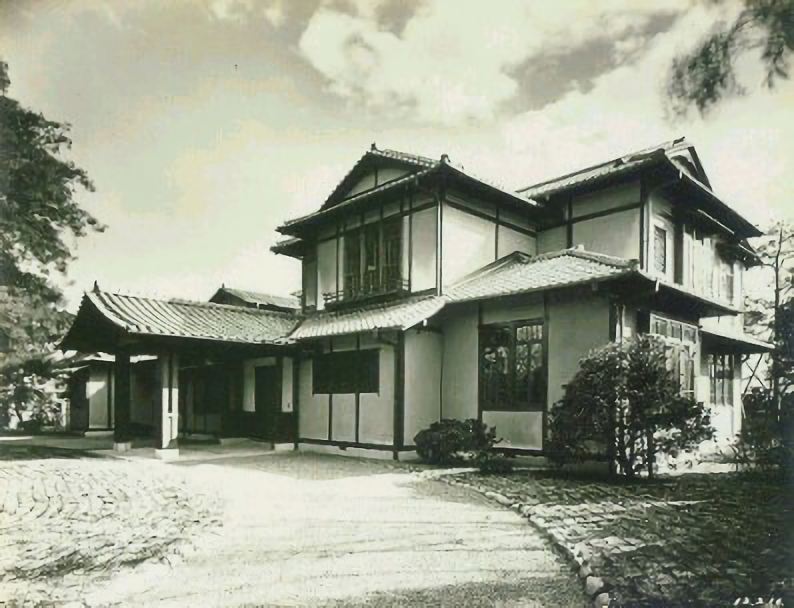
La Nihonya ou Maison du Japon, résidence officielle de 1937 à 1945 sans être jamais occupée.

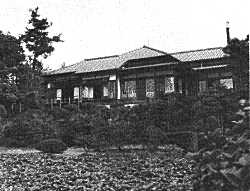
Le Tekigai-so, résidence privée de Fumimaro Konoe.

Dès la construction du Kantei en 1929, celui-ci est agrémenté, au sud-ouest, par une demeure sur un seul niveau et s'étendant sur une surface de 508 m2, reliée au Kantei par un chemin piétonnier. Cette maison, tout d'abord baptisée Nihonma (日本間) ou « Chambre du Japon », prend bientôt le nom de Kōtei. 
Ravagé lors du coup d'État militaire manqué mieux connu sous le nom de l'incident du 26 février 1936, le premier Kōtei est alors réaménagé pour accueillir des services administratifs et sert donc d'annexe au Kantei. Pour le remplacer comme résidence officielle du Premier ministre, une maison traditionnelle en bois sur deux niveaux, surnommée alors la Nihonya (日本家) ou « Maison du Japon », est construite en 1937 dans une partie du jardin sud du Kantei avant qu'elle ne soit détruite lors du 3e raid aérien sur Tōkyō le 26 mai 1945. 
Ce deuxième Kōtei ne fut toutefois jamais habité par les Premiers ministres, essentiellement alors des militaires et des aristocrates qui préféraient rester dans leurs demeures privées, souvent plus vastes, et s'en servaient comme de véritables résidences officielles. Ce fut le cas notamment pour le prince Fumimaro Konoe, Premier ministre de 1937 à 1939 et de 1940 à 1941, qui a alors transformé son hôtel particulier, le Tekigaiso (荻外莊) à Ogikubo dans l'arrondissement de Suginami, en siège de son administration.

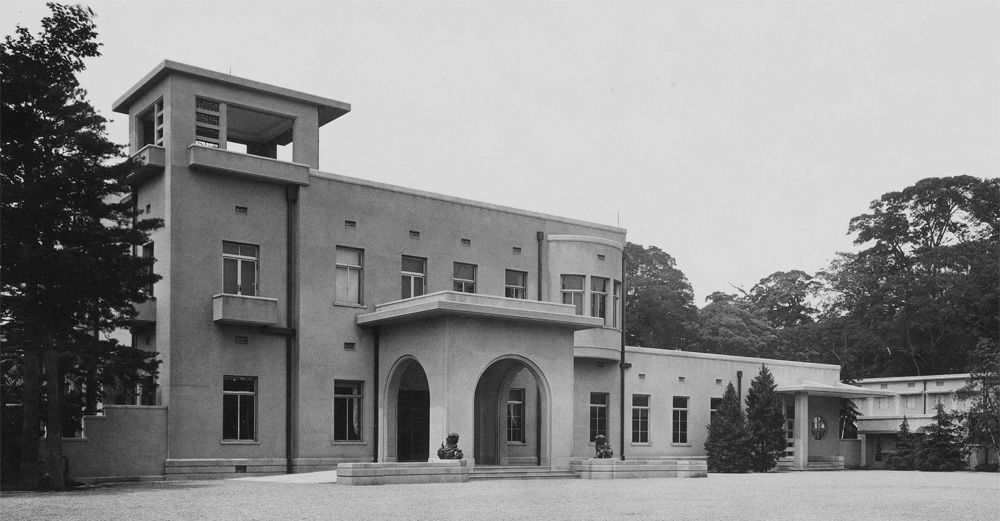
Le palais Asaka, Kōtei de 1947 à 1950.

Shigeru Yoshida renoue avec la tradition du Kōtei en choisissant en 1947 pour nouvelle résidence officielle l'ancien palais du prince Asaka, tout juste dépossédé, comme de nombreux membres de branches cadettes de la famille impériale, de ses titres et de ses biens. Cette demeure est occupée par les Premiers ministres successifs de manière inégale jusqu'en 1950, date à laquelle elle est dévolue à l'hébergement des hôtes étrangers en voyages officiels au Japon.
En 1963, Hayato Ikeda décide de faire rénover l'ancienne Nihonma, qui depuis 1936 abrite toujours des services administratifs, en vue d'en faire le Kōtei. Il faudra toutefois attendre Eisaku Satō pour voir un Premier ministre s'y installer. Cette demeure réhabilitée dans sa fonction originelle restera la résidence officielle des Premiers ministres jusqu'en 2002. Elle est occupée par les Premiers ministres successifs de 1968 à 1972, de 1974 à 1976, de 1982 à 1987, de 1989 à 1991 et sans discontinuer de 1993 à 2002. Elle s'inscrit comme la toute première véritable résidence continue des chefs du cabinet. 
Toutefois, après l'inauguration du nouveau Kantei en 2002, ce qui était d'ores et déjà appelé le Kyū-kōtei (旧公邸) est démoli. La résidence officielle du Premier ministre est alors déplacée temporairement à partir d'août 2002, le temps que le vieux Kantei soit rénové pour servir de nouveau Kōtei, dans une demeure de fonction auparavant dévolue au directeur du Bureau de la Législation du Congrès, dans un quartier résidentiel de l'arrondissement de Shinagawa. Ceci cause rapidement de nombreux problèmes, notamment du fait de l'exiguïté de ce bâtiment (moins de 200 m2) et de son relatif éloignement du Kantei.

#### LeShin-Kōtei

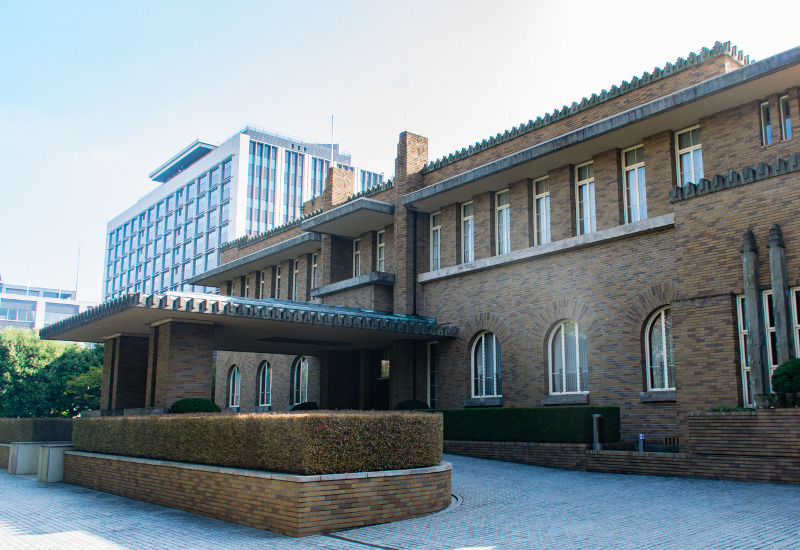
L'ancien Kantei et actuel Kōtei aujourd'hui

Les travaux de restructuration du vieux Kantei ont commencé en octobre 2003, et ce n'est que le 26 avril 2005 que celui-ci est officiellement devenu le Kōtei et donc la demeure du Premier ministre.

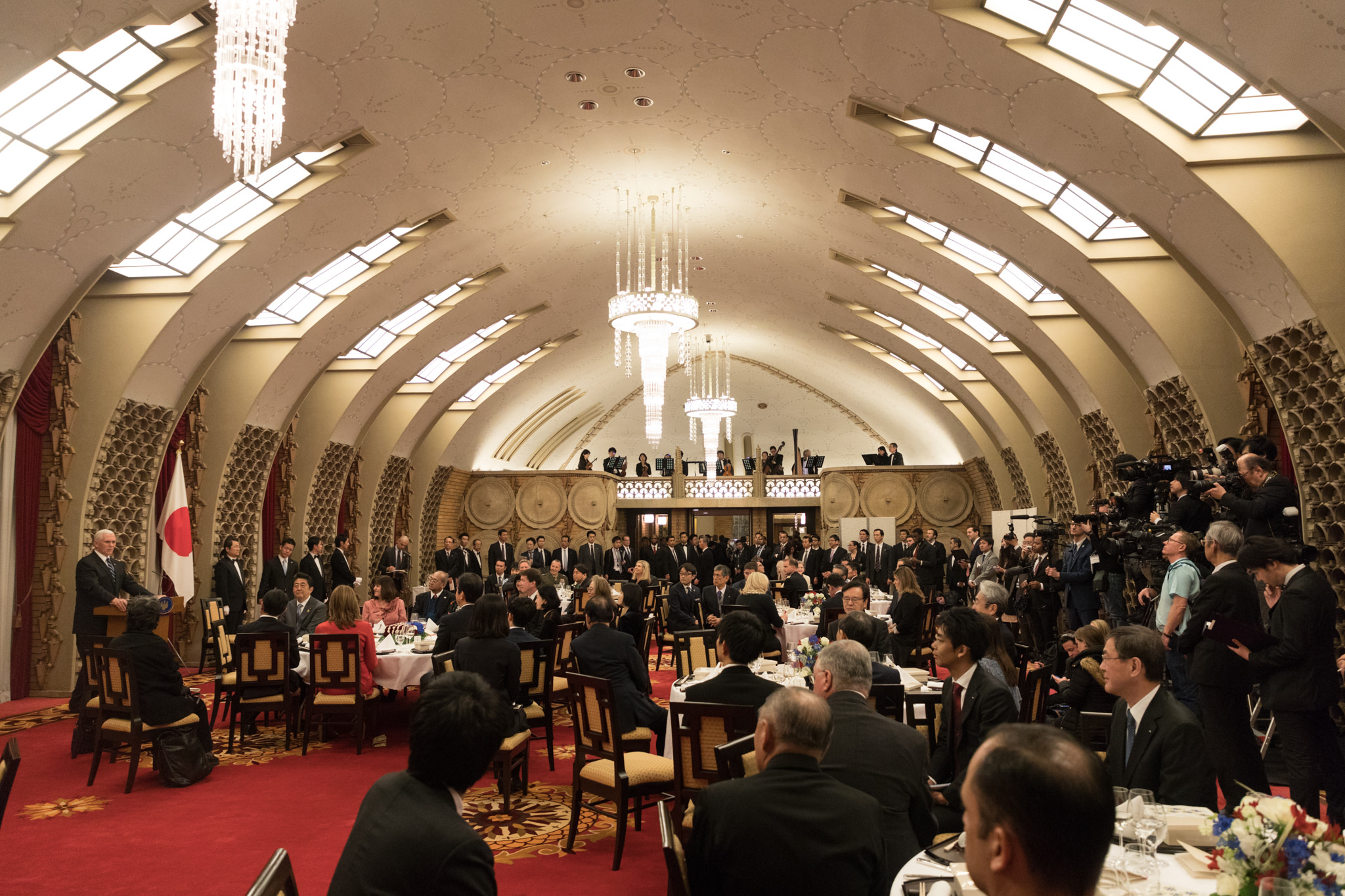
Le du Shin-Kōtei en 2018.

Les travaux, réalisés en cinq étapes, ont notamment compris un renforcement des fondations, le déplacement du bâtiment d'environ 50 m vers le sud (recouvrant ainsi une partie du jardin afin d'aménager la nouvelle entrée du Kantei) et son équipement par un système de résistance aux séismes. 
L'intérieur également a été réaménagé dans un style notamment plus traditionnel de la culture japonaise, avec par exemple un chashitsu (salle pour la cérémonie du thé) et un washitsu (chambre traditionnelle japonaise).

### LeShin-Kantei
Le projet de construire un nouveau Kantei est lancé par le 73e Cabinet du Japon, dirigé alors par Yasuhiro Nakasone, en 1987. Il était prévu alors de lancer les travaux de construction en 1998, seulement ceux-ci ne purent réellement débuter que le 22 mai 1999. Le tout nouveau bâtiment fut finalement inauguré par Jun'ichirō Koizumi le 22 avril 2002. Le coût total des travaux est estimé à 64,7 milliards de yen (soit plus de 500 millions d'euros).  

#### Architecture

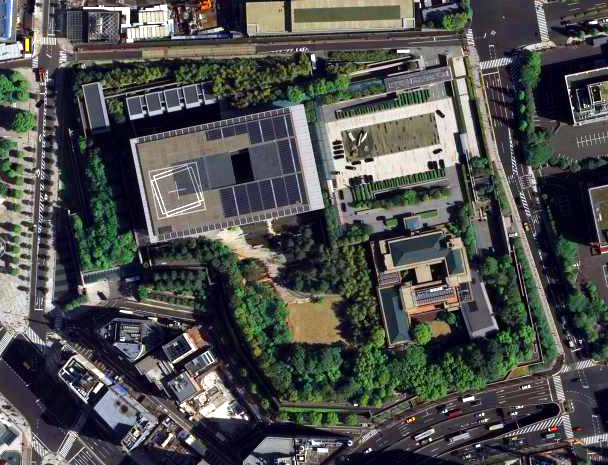
Vue satellite, avec le Shin Kantei à gauche (sur son toit, il est possible d'apercevoir les panneaux solaires qui alimentent l'édifice en électricité, le toit rétractable et une hélisurface), et le Shin Kōtei en bas à droite.

Il s'agit d'un bâtiment rectangulaire (d'environ 90 mètres de long par 50 mètres de large et pour 35 mètres de haut au point le plus élevé) sur 6 niveaux, dont un souterrain, avec une structure en béton armé, des fondations équipées pour résister à des séismes et des vitres blindées. Mais il intègre notamment de nombreux éléments et principes de l'architecture traditionnelle japonaise comme le bois, la pierre, le washi ou l'argile, selon un design présenté comme « l'évocation de la beauté simple de l'esthétique japonaise » et le principe de « lien organique entre l'intérieur et l'extérieur ». Sa surface totale au sol est d'environ 29 000 m2. 

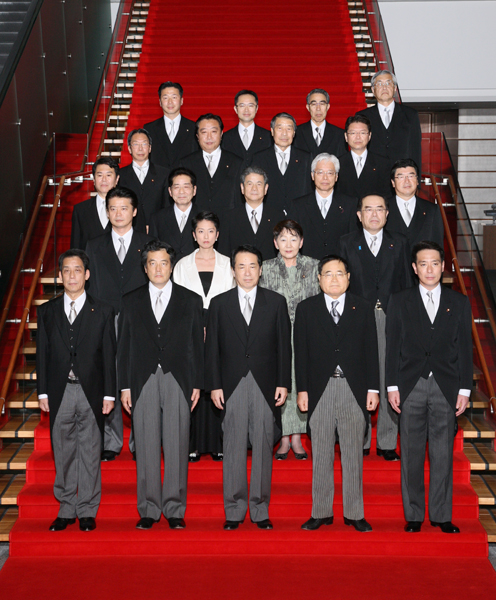
Photographie officielle du 94e Cabinet autour du Premier ministre Naoto Kan le 8 juin 2010, sur le grand escalier du Kantei.

Situé à quelques mètres seulement au nord-ouest de l'ancien Kantei, séparé de lui par une vaste esplanade pavée de granit noir, il est donc construit sur le flanc ouest de la colline sur laquelle celui-ci est installé. La forme du terrain a pour conséquence que les premier et deuxième niveaux (rez-de-chaussée et 1er étage) apparaissent hors-du-sol uniquement à l'arrière et sur les côtés de l'édifice, mais sont souterrains à l'avant (côté est). L'entrée principale se situe donc au 2e étage (ou 3e niveau). Un ruisseau bordé d'une forêt de bambou court sur son côté nord, tombant ensuite en une cascade à l'ouest dans de vastes pompes pour être recyclé. 
Au centre du bâtiment a été installée une cour allant du 2e niveau (le 1er étage) au toit rétractable. Elle a permis alors d'y aménager un jardin intérieur (中庭, chūtei) sur 380 m2 au second niveau, agrémenté de bambous moso et de granit (ou pierre d'Aji). Le toit rétractable permet quant à lui soit de faire entrer le soleil soit de laisser la pluie arroser le jardin. Au cinquième et dernier niveau (le 4e étage), deux jardins de pierres (石庭, sekitei), eux aussi en granit d'Aji, se font face de part et d'autre du puits formé par la cour intérieure, à l'est et à l'ouest. 
Enfin, le nouveau Kantei a été construit selon les nouvelles normes environnementales. Son énergie lui est ainsi fournie par plusieurs centaines de panneaux solaires installés sur les avant-toits nord et sud de l'édifice. Un système de récupération des eaux de pluie et de recyclage des eaux usées permet également au Kantei d'être plus ou moins indépendant en matière d'approvisionnement en eau. Il est également adapté aux personnes handicapées.

#### L'organisation

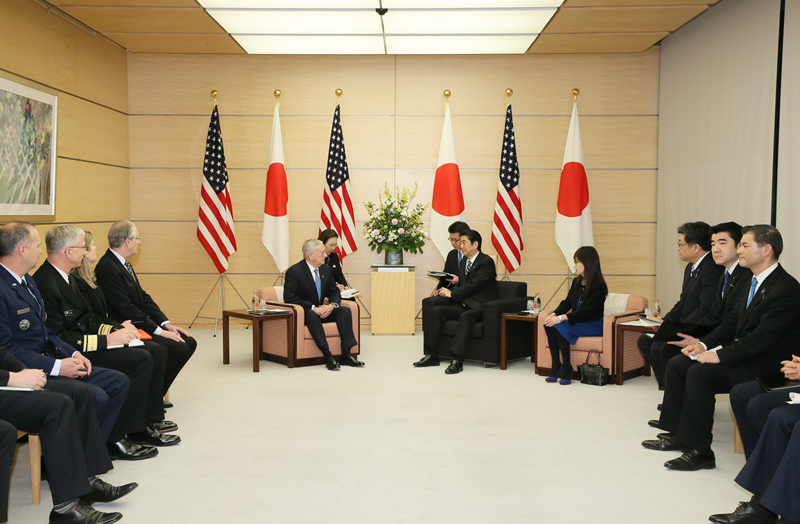
Rencontre entre Shinzō Abe, accompagné de la ministre japonaise de la Défense Tomomi Inada (dr.), et le général James Mattis dans la Salle de réception spéciale au 3e étage du Kantei, en 2017.

En tant que nouveau Kantei, ce bâtiment abrite des salles de réunions, de conférence et d'entretiens ainsi que les bureaux du Premier ministre et de ses principaux collaborateurs. Et chaque niveau de l'édifice remplit alors un rôle plus ou moins défini. 
- Le sous-sol : abrite désormais le Centre de gestion de crise.

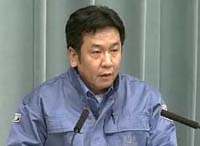
Le secrétaire général du Cabinet Yukio Edano donne une conférence de presse au rez-de-chaussée du Kantei au sujet de la catastrophe naturelle et nucléaire de la côte Pacifique du Tōhoku en 2011.

- Le rez-de-chaussée (1er niveau) : réservé à la presse et à la communication, il abrite la nouvelle salle de Conférence de presse, le bureau central du service des relations publiques du Cabinet et le service de la photographie[26].
- Le 1er étage (2e niveau) : autour du jardin intérieur et du « foyer » (ホワイエ, Howaie?) qui permet d'y accéder (côté sud, avec vue sur le jardin[27]), s'y trouve le nouveau Grand Hall (大ホール, Daihōru?, côté nord, 400 m², sert aux grandes réceptions et cérémonies officielles, pouvant accueillir plus de 120 personnes[28]) et le Petit Hall (小ホール, Kohōru?) servant à des réunions notamment avec les vice-ministres[29].
- Le 2e étage (3e niveau) : essentiellement occupé par le hall d'entrée (エントランホール, enturan hōru?) monumental, caractérisé par son sol en granite noir et ses boiseries en cerisier de Virginie sur les murs et au plafond[30]. À gauche, un grand escalier devant lequel désormais les photos de famille des cabinets entrant en fonction sont prises[31]. Du côté sud se trouve la Salle de Réunion sud (南会議室, Nan Kaigishitsu?), assez réduite et servant pour des conférences ou réunions avec des leaders politiques et chefs de partis[32].
- Le 3e étage (4e niveau) : il s'agit véritablement de l'étage consacré aux devoirs officiels du Premier ministre. Tout d'abord en tant que chef du Cabinet, avec la Salle de réception ministérielle (閣僚応接室, Kakuryō  ōsetsushitsu?) où les ministres sont rassemblés notamment pour y être photographiés ou pour des commentaires aux journalistes avant et après leur réunion dans la Salle du Conseil des ministres (閣議室, Kakugishitsu?) attenante[33]. Mais aussi comme chef d'État, avec la Salle de Réception spéciale (特別応接室, Tokubetsu ōsetsushitsu?) où il reçoit ses invités officiels (notamment pour les photos prises lors des rencontres avec des dirigeants étrangers), et la  Salle de réunion des dirigeants (首脳会議室, Shunō kaigishitsu?) où il s'entretient avec eux[34]. L'étage comprend également la Grande Salle de Réunion (大会議室, Daikaigishitsu?) où ont lieu les principales conférences et des présentations (notamment vidéos)[35].
- Le 4e étage (5e niveau) : c'est l'étage du Premier ministre, avec son bureau, celui du secrétaire général, des secrétaires généraux adjoints ainsi que les salles de réunion et de réception du Premier ministre avec ses plus proches collaborateurs[24].

## Annexe